# 44분 - 헐리우드 북쪽
《44분 - 헐리우드 북쪽》(영어: 44 Minutes: The North Hollywood Shoot-Out)은 미국에서 제작된 이브 시모노 감독의 2003년 드라마, 범죄, 액션 영화이다. 마이클 매드슨 등이 주연으로 출연하였고 대니엘 슈나이더 등이 제작에 참여하였다.

## 출연

### 주연
- 마이클 매드슨
- 론 리빙스턴

### 조연
- 레이 베이커
- 더글러스 스페인
- 앤드류 브리니아스키
- 올레크 탁타로프
- 클레어 캐리
- 알렉스 메니시스

## 기타
- 공동제작: 이브 시몬느
- 미술: 스티븐 마쉬
- 시각효과부문: 대니 김
- 배역: 루벤 캐논
- 배역: 킴 윌리엄스